# Hania Morsi Fadl
Pour les articles homonymes, voir Fadl.
Hania Morsi Fadl est une radiologue soudano-britannique et la fondatrice et directrice générale du Khartoum Breast Cancer Centre.

## Formation
Fadl est diplômée de l'Université d'Alexandrie en 1970.

## Carrière
Fadl a pratiqué la médecine au Soudan pendant quatre ans avant de déménager au Royaume-Uni grâce à une bourse du gouvernement. Elle s'est spécialisée en radiologie diagnostique, travaillant plusieurs années à l'hôpital St Barthélemy. En 1987, elle a été nommée consultante en radiologie à Birmingham. Elle a rejoint le Programme national de dépistage du cancer du sein en tant que consultante à l'hôpital de Charing Cross (en) en 1990 et y est restée jusqu'en 2008. Elle est membre du Royal College of Radiologists .

### Activisme pour la santé au Soudan
En 2008, Fadl a créé le Khartoum Breast Cancer Centre, un établissement à but non lucratif qui fournit des services de dépistage et de diagnostic aux femmes vulnérables. Elle a été l'une des premières radiologues au Soudan et la première à diagnostiquer le cancer du sein. Le centre a été soutenu par la Fondation Mo Ibrahim (en). Le centre est unique en son genre dans la Corne de l'Afrique et propose des soins subventionnés et souvent gratuits. Le personnel du centre se rend dans les écoles et les universités pour sensibiliser, donner des conférences et apprendre aux jeunes femmes à s'auto-examiner. Ils utilisent du matériel médical acheté à General Electric, qui a été touché par les sanctions économiques américaines contre le Soudan. En 2015, l'embargo américain contre le Soudan a conduit Fadl à faire pression sur le gouvernement américain pendant dix semaines pour réparer la seule machine de mammographie numérique du pays. Les sanctions ont un impact sur les types de médicaments de chimiothérapie que le centre peut proposer et obligent les chirurgiens à utiliser des appareils d'anesthésie non calibrés,,.

## Honneurs
Fadl a été nommée Officier de l'Ordre de l'Empire britannique lors de la cérémonie d'anniversaire de 2015, « Pour les services visant à améliorer les soins de santé pour les femmes au Soudan »,,,. Cette année-là, elle a également reçu un ordre de distinction des mains d'Omar el-Bechir. Fadl a reçu un prix de leadership social lors des prix des femmes arabes de l'année 2017 de la London Arabia Organization,,. En 2018, elle a été interviewée par l' Association mondiale pour le développement durable (World Association for Sustainable Development). En février 2018, OkayAfrica a reconnu Fadl comme l'une des 100 meilleures femmes d'Afrique,.